# 1930年オーストラリア選手権 (テニス)
1930年 オーストラリア選手権（1930ねんオーストラリアせんしゅけん、1930 Australian Championships）に関する記事。オーストラリア・メルボルン市内にある「クーヨン・テニスクラブ」にて開催。

## 大会の流れ
- 本年度のシード選手については、男子シングルス・女子シングルスともに8名ずつを選出した。
- 初期の全豪選手権のように、外国人出場者が少なかった時期は、地元オーストラリア人選手の国旗表示を省略する。

## シード選手

### 男子シングルス
1. ハリー・ホップマン　（準優勝）
2. ジャック・クロフォード　（ベスト4）
3. エドガー・ムーン　（初優勝）
4. ジム・ウィラード　（ベスト4）
5. ボブ・シュレジンガー　（ベスト8）
6. ジャック・カミングス　（ベスト8）
7. クリフ・スプラウル　（ベスト8）
8. ジョン・ホークス　（2回戦）

### 女子シングルス
1. ダフネ・アクハースト　（優勝、3年連続5度目）
2. ルイーズ・ビカートン　（ベスト4）
3. シルビア・ランス・ハーパー　（準優勝）
4. マージョリー・コックス　（ベスト8）
5. キャスリーン・ル・メスリエ　（ベスト8）
6. マーガレット・モールズワース　（ベスト8）
7. エミリー・フッド　（ベスト4）
8. グラディス・トイン　（ベスト8）

## 大会経過

### 男子シングルス
準々決勝
- エドガー・ムーン vs. ジャック・カミングス　6-4, 6-2, 6-2
- ジャック・クロフォード vs. クリフ・スプラウル　6-3, 6-2, 6-1
- ジム・ウィラード vs. ボブ・シュレジンガー　2-6, 6-1, 10-8, 6-2
- ハリー・ホップマン vs. ジャック・クレメンジャー　4-6, 6-2, 3-6, 7-5, 6-3

準決勝
- エドガー・ムーン vs. ジャック・クロフォード　7-5, 6-4, 4-6, 6-3
- ハリー・ホップマン vs. ジム・ウィラード　6-4, 6-2, 6-0

### 女子シングルス
準々決勝
- ダフネ・アクハースト vs. キャスリーン・ル・メスリエ　6-1, 3-6, 6-4
- エミリー・フッド vs. マージョリー・コックス　7-5, 6-4
- ルイーズ・ビカートン vs. グラディス・トイン　6-4, 7-5
- シルビア・ランス・ハーパー vs. マーガレット・モールズワース　6-4, 3-6, 6-2

準決勝
- ダフネ・アクハースト vs. エミリー・フッド　6-0, 6-2
- シルビア・ランス・ハーパー vs. ルイーズ・ビカートン　6-3, 8-6

## 決勝戦の結果
- 男子シングルス：エドガー・ムーン vs. ハリー・ホップマン　6-3, 6-1, 6-3
- 女子シングルス：ダフネ・アクハースト vs. シルビア・ランス・ハーパー　10-8, 2-6, 7-5
- 男子ダブルス：ジャック・クロフォード＆ハリー・ホップマン vs. ジョン・ホークス＆ティム・フィチェット　8-6, 6-1, 2-6, 6-3
- 女子ダブルス：マーガレット・モールズワース＆エミリー・フッド vs. マージョリー・コックス＆シルビア・ランス・ハーパー　6-3, 0-6, 7-5
- 混合ダブルス：ハリー・ホップマン＆ネル・ホール vs. ジャック・クロフォード＆マージョリー・コックス　11-9, 3-6, 6-3